# 콩고 공화국 축구 국가대표팀
콩고 공화국 축구 국가대표팀(프랑스어: Équipe du Congo de football)은 콩고 공화국을 대표하는 축구 국가대표팀으로 콩고 공화국 축구 연맹에서 관리한다. 현재 아프리카 축구 중위권 수준을 유지하고 있는 팀으로 1960년 2월 코트디부아르를 상대로 국제 A매치 첫 경기를 치렀으며 현재 스타드 뮈니시팔 드 킹텔레과 스타드 알퐁스 마셈바데바를 홈 구장으로 사용하고 있다.

## 국제 대회 경력

### FIFA 월드컵
현재까지 월드컵 본선 경험은 전무하지만 그나마 2014년 FIFA 월드컵 아프리카 지역 1차 예선에서 상투메 프린시페를 1·2차전 합계 6-1로 대파했고 2차 예선에서도 3승 2무 1패·E조 2위를 기록하며 콩고 공화국 축구 역사상 월드컵 지역 예선 최고 성적을 남겼다.

### 아프리카 네이션스컵
아프리카 네이션스컵 본선에는 7번 출전했고 이 중 1972년 대회에서 우승컵을 들어올렸고 1974년 대회에서는 4강에 이름을 올렸으며 1992년과 2015년 대회에서는 8강에 진출했다.

## 기타 국제 대회 경력
올아프리카 게임 축구에는 4번 출전했고 이 중 1965년 대회에서 금메달을 획득했고 중앙아프리카 경기 대회에는 3번 출전하여 은메달 2개, 동메달 1개를 목에 걸었으며 CEMAC컵에서는 9번의 대회 중 2번의 우승과 준우승을 차지했으며 UDEAC컵에서도 7번의 대회 중 1번의 우승과 2번의 준우승을 차지했다.

## FIFA 월드컵 (본선)
| 년도   | 결과                       | 순위                       | 경기                       | 승                         | 무*                        | 패                         | 득점                       | 실점                       | 승점                       |
| ------ | -------------------------- | -------------------------- | -------------------------- | -------------------------- | -------------------------- | -------------------------- | -------------------------- | -------------------------- | -------------------------- |
| 1930년 | 독립 이전                  | 독립 이전                  | 독립 이전                  | 독립 이전                  | 독립 이전                  | 독립 이전                  | 독립 이전                  | 독립 이전                  | 독립 이전                  |
| 1934년 | 독립 이전                  | 독립 이전                  | 독립 이전                  | 독립 이전                  | 독립 이전                  | 독립 이전                  | 독립 이전                  | 독립 이전                  | 독립 이전                  |
| 1938년 | 독립 이전                  | 독립 이전                  | 독립 이전                  | 독립 이전                  | 독립 이전                  | 독립 이전                  | 독립 이전                  | 독립 이전                  | 독립 이전                  |
| 1950년 | 독립 이전                  | 독립 이전                  | 독립 이전                  | 독립 이전                  | 독립 이전                  | 독립 이전                  | 독립 이전                  | 독립 이전                  | 독립 이전                  |
| 1954년 | 독립 이전                  | 독립 이전                  | 독립 이전                  | 독립 이전                  | 독립 이전                  | 독립 이전                  | 독립 이전                  | 독립 이전                  | 독립 이전                  |
| 1958년 | 독립 이전                  | 독립 이전                  | 독립 이전                  | 독립 이전                  | 독립 이전                  | 독립 이전                  | 독립 이전                  | 독립 이전                  | 독립 이전                  |
| 1962년 | 없음                       | 없음                       | 없음                       | 없음                       | 없음                       | 없음                       | 없음                       | 없음                       | 없음                       |
| 1966년 | FIFA로부터 참가를 거절당함 | FIFA로부터 참가를 거절당함 | FIFA로부터 참가를 거절당함 | FIFA로부터 참가를 거절당함 | FIFA로부터 참가를 거절당함 | FIFA로부터 참가를 거절당함 | FIFA로부터 참가를 거절당함 | FIFA로부터 참가를 거절당함 | FIFA로부터 참가를 거절당함 |
| 1970년 | 불참                       | 불참                       | 불참                       | 불참                       | 불참                       | 불참                       | 불참                       | 불참                       | 불참                       |
| 1974년 | 예선 탈락                  | 예선 탈락                  | 예선 탈락                  | 예선 탈락                  | 예선 탈락                  | 예선 탈락                  | 예선 탈락                  | 예선 탈락                  | 예선 탈락                  |
| 1978년 | 예선 탈락                  | 예선 탈락                  | 예선 탈락                  | 예선 탈락                  | 예선 탈락                  | 예선 탈락                  | 예선 탈락                  | 예선 탈락                  | 예선 탈락                  |
| 1982년 | 불참                       | 불참                       | 불참                       | 불참                       | 불참                       | 불참                       | 불참                       | 불참                       | 불참                       |
| 1986년 | 불참                       | 불참                       | 불참                       | 불참                       | 불참                       | 불참                       | 불참                       | 불참                       | 불참                       |
| 1990년 | 불참                       | 불참                       | 불참                       | 불참                       | 불참                       | 불참                       | 불참                       | 불참                       | 불참                       |
| 1994년 | 예선 탈락                  | 예선 탈락                  | 예선 탈락                  | 예선 탈락                  | 예선 탈락                  | 예선 탈락                  | 예선 탈락                  | 예선 탈락                  | 예선 탈락                  |
| 1998년 | 예선 탈락                  | 예선 탈락                  | 예선 탈락                  | 예선 탈락                  | 예선 탈락                  | 예선 탈락                  | 예선 탈락                  | 예선 탈락                  | 예선 탈락                  |
| 2002년 | 예선 탈락                  | 예선 탈락                  | 예선 탈락                  | 예선 탈락                  | 예선 탈락                  | 예선 탈락                  | 예선 탈락                  | 예선 탈락                  | 예선 탈락                  |
| 2006년 | 예선 탈락                  | 예선 탈락                  | 예선 탈락                  | 예선 탈락                  | 예선 탈락                  | 예선 탈락                  | 예선 탈락                  | 예선 탈락                  | 예선 탈락                  |
| 2010년 | 예선 탈락                  | 예선 탈락                  | 예선 탈락                  | 예선 탈락                  | 예선 탈락                  | 예선 탈락                  | 예선 탈락                  | 예선 탈락                  | 예선 탈락                  |
| 2014년 | 예선 탈락                  | 예선 탈락                  | 예선 탈락                  | 예선 탈락                  | 예선 탈락                  | 예선 탈락                  | 예선 탈락                  | 예선 탈락                  | 예선 탈락                  |
| 2018년 | 예선 탈락                  | 예선 탈락                  | 예선 탈락                  | 예선 탈락                  | 예선 탈락                  | 예선 탈락                  | 예선 탈락                  | 예선 탈락                  | 예선 탈락                  |
| 합계   |                            |                            |                            |                            |                            |                            |                            |                            |                            |

## FIFA 월드컵 (예선)
| 1930년 | 독립 이전                                    | 독립 이전                                    | 독립 이전                                    | 독립 이전                                    | 독립 이전                                    | 독립 이전                                    | 독립 이전                                    |                                              |                                              |
| 1934년 | 독립 이전                                    | 독립 이전                                    | 독립 이전                                    | 독립 이전                                    | 독립 이전                                    | 독립 이전                                    | 독립 이전                                    |                                              |                                              |
| 1938년 | 독립 이전                                    | 독립 이전                                    | 독립 이전                                    | 독립 이전                                    | 독립 이전                                    | 독립 이전                                    | 독립 이전                                    |                                              |                                              |
| 1950년 | 독립 이전                                    | 독립 이전                                    | 독립 이전                                    | 독립 이전                                    | 독립 이전                                    | 독립 이전                                    | 독립 이전                                    |                                              |                                              |
| 1954년 | 독립 이전                                    | 독립 이전                                    | 독립 이전                                    | 독립 이전                                    | 독립 이전                                    | 독립 이전                                    | 독립 이전                                    |                                              |                                              |
| 1958년 | 독립 이전                                    | 독립 이전                                    | 독립 이전                                    | 독립 이전                                    | 독립 이전                                    | 독립 이전                                    | 독립 이전                                    |                                              |                                              |
| 1962년 | 없음                                         | 없음                                         | 없음                                         | 없음                                         | 없음                                         | 없음                                         | 없음                                         |                                              |                                              |
| 1966년 | FIFA로부터 참가를 거절당함                   | FIFA로부터 참가를 거절당함                   | FIFA로부터 참가를 거절당함                   | FIFA로부터 참가를 거절당함                   | FIFA로부터 참가를 거절당함                   | FIFA로부터 참가를 거절당함                   | FIFA로부터 참가를 거절당함                   |                                              |                                              |
| 1970년 | 불참                                         | 불참                                         | 불참                                         | 불참                                         | 불참                                         | 불참                                         | 불참                                         |                                              |                                              |
| 1974년 | 2                                            | 0                                            | 1                                            | 1                                            | 2                                            | 3                                            | 1                                            |                                              |                                              |
| 1978년 | 4                                            | 1                                            | 1                                            | 2                                            | 7                                            | 8                                            | 4                                            |                                              |                                              |
| 1982년 | 불참                                         | 불참                                         | 불참                                         | 불참                                         | 불참                                         | 불참                                         | 불참                                         |                                              |                                              |
| 1986년 | 불참                                         | 불참                                         | 불참                                         | 불참                                         | 불참                                         | 불참                                         | 불참                                         |                                              |                                              |
| 1990년 | 불참                                         | 불참                                         | 불참                                         | 불참                                         | 불참                                         | 불참                                         | 불참                                         |                                              |                                              |
| 1994년 | 4                                            | 0                                            | 0                                            | 4                                            | 0                                            | 5                                            | 0                                            |                                              |                                              |
| 1998년 | 8                                            | 4                                            | 2                                            | 2                                            | 8                                            | 6                                            | 14                                           |                                              |                                              |
| 2002년 | 10                                           | 3                                            | 2                                            | 5                                            | 10                                           | 17                                           | 11                                           |                                              |                                              |
| 2006년 | 12                                           | 4                                            | 2                                            | 6                                            | 12                                           | 15                                           | 14                                           |                                              |                                              |
| 2010년 | 6                                            | 3                                            | 0                                            | 3                                            | 7                                            | 8                                            | 9                                            |                                              |                                              |
| 2014년 | 8                                            | 4                                            | 3                                            | 1                                            | 13                                           | 4                                            | 15                                           |                                              |                                              |
| 2018년 | 8                                            | 2                                            | 2                                            | 4                                            | 11                                           | 16                                           | 8                                            |                                              |                                              |
| 합계   | 62                                           | 21                                           | 13                                           | 28                                           | 70                                           | 82                                           | 76                                           |                                              |                                              |
| 순위   | 월드컵 예선 승점 순위 : 95위 (아프리카 20위) | 월드컵 예선 승점 순위 : 95위 (아프리카 20위) | 월드컵 예선 승점 순위 : 95위 (아프리카 20위) | 월드컵 예선 승점 순위 : 95위 (아프리카 20위) | 월드컵 예선 승점 순위 : 95위 (아프리카 20위) | 월드컵 예선 승점 순위 : 95위 (아프리카 20위) | 월드컵 예선 승점 순위 : 95위 (아프리카 20위) | 월드컵 예선 승점 순위 : 95위 (아프리카 20위) | 월드컵 예선 승점 순위 : 95위 (아프리카 20위) |

## 아프리카 네이션스컵
| 아프리카 네이션스컵 본선 기록 | 아프리카 네이션스컵 본선 기록        | 아프리카 네이션스컵 본선 기록        | 아프리카 네이션스컵 본선 기록        | 아프리카 네이션스컵 본선 기록        | 아프리카 네이션스컵 본선 기록        | 아프리카 네이션스컵 본선 기록        | 아프리카 네이션스컵 본선 기록        | 아프리카 네이션스컵 본선 기록        | 아프리카 네이션스컵 본선 기록        | 아프리카 네이션스컵 예선 기록 | 아프리카 네이션스컵 예선 기록 | 아프리카 네이션스컵 예선 기록 | 아프리카 네이션스컵 예선 기록 | 아프리카 네이션스컵 예선 기록 | 아프리카 네이션스컵 예선 기록 | 아프리카 네이션스컵 예선 기록 |
| 년도                          | 결과                                 | 순위                                 | 경기                                 | 승                                   | 무*                                  | 패                                   | 득점                                 | 실점                                 | 승점                                 | 경기                          | 승                            | 무*                           | 패                            | 득점                          | 실점                          | 승점                          |
| ----------------------------- | ------------------------------------ | ------------------------------------ | ------------------------------------ | ------------------------------------ | ------------------------------------ | ------------------------------------ | ------------------------------------ | ------------------------------------ | ------------------------------------ | ----------------------------- | ----------------------------- | ----------------------------- | ----------------------------- | ----------------------------- | ----------------------------- | ----------------------------- |
| 1957년                        | 독립 이전                            | 독립 이전                            | 독립 이전                            | 독립 이전                            | 독립 이전                            | 독립 이전                            | 독립 이전                            | 독립 이전                            | 독립 이전                            | 독립 이전                     | 독립 이전                     | 독립 이전                     | 독립 이전                     | 독립 이전                     | 독립 이전                     | 독립 이전                     |
| 1959년                        | 독립 이전                            | 독립 이전                            | 독립 이전                            | 독립 이전                            | 독립 이전                            | 독립 이전                            | 독립 이전                            | 독립 이전                            | 독립 이전                            | 독립 이전                     | 독립 이전                     | 독립 이전                     | 독립 이전                     | 독립 이전                     | 독립 이전                     | 독립 이전                     |
| 1962년                        | 비회원국                             | 비회원국                             | 비회원국                             | 비회원국                             | 비회원국                             | 비회원국                             | 비회원국                             | 비회원국                             | 비회원국                             | 비회원국                      | 비회원국                      | 비회원국                      | 비회원국                      | 비회원국                      | 비회원국                      | 비회원국                      |
| 1963년                        | 비회원국                             | 비회원국                             | 비회원국                             | 비회원국                             | 비회원국                             | 비회원국                             | 비회원국                             | 비회원국                             | 비회원국                             | 비회원국                      | 비회원국                      | 비회원국                      | 비회원국                      | 비회원국                      | 비회원국                      | 비회원국                      |
| 1965년                        | 비회원국                             | 비회원국                             | 비회원국                             | 비회원국                             | 비회원국                             | 비회원국                             | 비회원국                             | 비회원국                             | 비회원국                             | 비회원국                      | 비회원국                      | 비회원국                      | 비회원국                      | 비회원국                      | 비회원국                      | 비회원국                      |
| 1968년                        | 조별리그                             | 7위                                  | 3                                    | 0                                    | 0                                    | 3                                    | 2                                    | 8                                    | 0                                    | 4                             | 2                             | 2                             | 0                             | 4                             | 3                             | 8                             |
| 1970년                        | 불참                                 | 불참                                 | 불참                                 | 불참                                 | 불참                                 | 불참                                 | 불참                                 | 불참                                 | 불참                                 | 불참                          | 불참                          | 불참                          | 불참                          | 불참                          | 불참                          | 불참                          |
| 1972년                        | 우승                                 | 1위                                  | 5                                    | 3                                    | 1                                    | 1                                    | 9                                    | 7                                    | 10                                   | 4                             | 2                             | 1                             | 1                             | 6                             | 4                             | 7                             |
| 1974년                        | 4강                                  | 4위                                  | 5                                    | 2                                    | 1                                    | 2                                    | 7                                    | 10                                   | 7                                    | 자동참가(전 대회 우승국)      | 자동참가(전 대회 우승국)      | 자동참가(전 대회 우승국)      | 자동참가(전 대회 우승국)      | 자동참가(전 대회 우승국)      | 자동참가(전 대회 우승국)      | 자동참가(전 대회 우승국)      |
| 1976년                        | 예선 탈락                            | 예선 탈락                            | 예선 탈락                            | 예선 탈락                            | 예선 탈락                            | 예선 탈락                            | 예선 탈락                            | 예선 탈락                            | 예선 탈락                            | 4                             | 1                             | 0                             | 3                             | 3                             | 5                             | 3                             |
| 1978년                        | 조별리그                             | 7위                                  | 3                                    | 0                                    | 1                                    | 2                                    | 1                                    | 4                                    | 1                                    | 4                             | 2                             | 1                             | 1                             | 10                            | 7                             | 7                             |
| 1980년                        | 예선 탈락                            | 예선 탈락                            | 예선 탈락                            | 예선 탈락                            | 예선 탈락                            | 예선 탈락                            | 예선 탈락                            | 예선 탈락                            | 예선 탈락                            | 2                             | 1                             | 0                             | 1                             | 5                             | 6                             | 3                             |
| 1982년                        | 예선 탈락                            | 예선 탈락                            | 예선 탈락                            | 예선 탈락                            | 예선 탈락                            | 예선 탈락                            | 예선 탈락                            | 예선 탈락                            | 예선 탈락                            | 4                             | 0                             | 3                             | 1                             | 2                             | 3                             | 3                             |
| 1984년                        | 예선 탈락                            | 예선 탈락                            | 예선 탈락                            | 예선 탈락                            | 예선 탈락                            | 예선 탈락                            | 예선 탈락                            | 예선 탈락                            | 예선 탈락                            | 2                             | 1                             | 0                             | 1                             | 2                             | 2                             | 3                             |
| 1986년                        | 예선 탈락                            | 예선 탈락                            | 예선 탈락                            | 예선 탈락                            | 예선 탈락                            | 예선 탈락                            | 예선 탈락                            | 예선 탈락                            | 예선 탈락                            | 2                             | 0                             | 1                             | 1                             | 2                             | 5                             | 1                             |
| 1988년                        | 예선 탈락                            | 예선 탈락                            | 예선 탈락                            | 예선 탈락                            | 예선 탈락                            | 예선 탈락                            | 예선 탈락                            | 예선 탈락                            | 예선 탈락                            | 4                             | 2                             | 0                             | 2                             | 8                             | 6                             | 6                             |
| 1990년                        | 불참                                 | 불참                                 | 불참                                 | 불참                                 | 불참                                 | 불참                                 | 불참                                 | 불참                                 | 불참                                 |                               |                               |                               |                               |                               |                               |                               |
| 1992년                        | 8강                                  | 6위                                  | 3                                    | 0                                    | 2                                    | 1                                    | 2                                    | 3                                    | 2                                    | 4                             | 3                             | 1                             | 0                             | 7                             | 3                             | 10                            |
| 1994년                        | 예선 탈락                            | 예선 탈락                            | 예선 탈락                            | 예선 탈락                            | 예선 탈락                            | 예선 탈락                            | 예선 탈락                            | 예선 탈락                            | 예선 탈락                            | 4                             | 0                             | 2                             | 2                             | 0                             | 2                             | 2                             |
| 1996년                        | 예선 탈락                            | 예선 탈락                            | 예선 탈락                            | 예선 탈락                            | 예선 탈락                            | 예선 탈락                            | 예선 탈락                            | 예선 탈락                            | 예선 탈락                            | 4                             | 0                             | 0                             | 4                             | 3                             | 10                            | 0                             |
| 1998년                        | 예선 탈락                            | 예선 탈락                            | 예선 탈락                            | 예선 탈락                            | 예선 탈락                            | 예선 탈락                            | 예선 탈락                            | 예선 탈락                            | 예선 탈락                            | 2                             | 0                             | 1                             | 1                             | 0                             | 1                             | 1                             |
| 2000년                        | 조별리그                             | 14위                                 | 3                                    | 0                                    | 1                                    | 2                                    | 0                                    | 2                                    | 1                                    | 8                             | 3                             | 3                             | 2                             | 7                             | 6                             | 12                            |
| 2002년                        | 예선 탈락                            | 예선 탈락                            | 예선 탈락                            | 예선 탈락                            | 예선 탈락                            | 예선 탈락                            | 예선 탈락                            | 예선 탈락                            | 예선 탈락                            | 8                             | 2                             | 2                             | 4                             | 10                            | 12                            | 8                             |
| 2004년                        | 예선 탈락                            | 예선 탈락                            | 예선 탈락                            | 예선 탈락                            | 예선 탈락                            | 예선 탈락                            | 예선 탈락                            | 예선 탈락                            | 예선 탈락                            | 6                             | 2                             | 3                             | 1                             | 5                             | 4                             | 9                             |
| 2006년                        | 예선 탈락                            | 예선 탈락                            | 예선 탈락                            | 예선 탈락                            | 예선 탈락                            | 예선 탈락                            | 예선 탈락                            | 예선 탈락                            | 예선 탈락                            | 12                            | 4                             | 2                             | 6                             | 12                            | 15                            | 14                            |
| 2008년                        | 예선 탈락                            | 예선 탈락                            | 예선 탈락                            | 예선 탈락                            | 예선 탈락                            | 예선 탈락                            | 예선 탈락                            | 예선 탈락                            | 예선 탈락                            | 6                             | 1                             | 4                             | 1                             | 5                             | 6                             | 7                             |
| 2010년                        | 예선 탈락                            | 예선 탈락                            | 예선 탈락                            | 예선 탈락                            | 예선 탈락                            | 예선 탈락                            | 예선 탈락                            | 예선 탈락                            | 예선 탈락                            | 6                             | 3                             | 0                             | 3                             | 7                             | 8                             | 9                             |
| 2012년                        | 예선 탈락                            | 예선 탈락                            | 예선 탈락                            | 예선 탈락                            | 예선 탈락                            | 예선 탈락                            | 예선 탈락                            | 예선 탈락                            | 예선 탈락                            | 6                             | 2                             | 0                             | 4                             | 5                             | 10                            | 6                             |
| 2013년                        | 예선 탈락                            | 예선 탈락                            | 예선 탈락                            | 예선 탈락                            | 예선 탈락                            | 예선 탈락                            | 예선 탈락                            | 예선 탈락                            | 예선 탈락                            | 2                             | 1                             | 0                             | 1                             | 3                             | 5                             | 3                             |
| 2015년                        | 8강                                  | 5위                                  | 4                                    | 2                                    | 1                                    | 1                                    | 6                                    | 6                                    | 7                                    | 10                            | 5                             | 1                             | 4                             | 11                            | 9                             | 16                            |
| 2017년                        | 예선 탈락                            | 예선 탈락                            | 예선 탈락                            | 예선 탈락                            | 예선 탈락                            | 예선 탈락                            | 예선 탈락                            | 예선 탈락                            | 예선 탈락                            | 6                             | 2                             | 3                             | 1                             | 9                             | 7                             | 9                             |
| 2019년                        | 예선 탈락                            | 예선 탈락                            | 예선 탈락                            | 예선 탈락                            | 예선 탈락                            | 예선 탈락                            | 예선 탈락                            | 예선 탈락                            | 예선 탈락                            | 6                             | 1                             | 2                             | 3                             | 7                             | 10                            | 5                             |
| 2021년                        | 예선 탈락                            | 예선 탈락                            | 예선 탈락                            | 예선 탈락                            | 예선 탈락                            | 예선 탈락                            | 예선 탈락                            | 예선 탈락                            | 예선 탈락                            | 6                             | 2                             | 2                             | 2                             | 5                             | 5                             | 8                             |
| 합계                          | 7회 진출(7/30)                       | 우승(1회)                            | 26                                   | 7                                    | 7                                    | 12                                   | 27                                   | 40                                   | 28                                   | 126                           | 42                            | 34                            | 50                            | 138                           | 154                           | 160                           |
| 순위                          | 아프리카 네이션스컵 역대 순위 : 16위 | 아프리카 네이션스컵 역대 순위 : 16위 | 아프리카 네이션스컵 역대 순위 : 16위 | 아프리카 네이션스컵 역대 순위 : 16위 | 아프리카 네이션스컵 역대 순위 : 16위 | 아프리카 네이션스컵 역대 순위 : 16위 | 아프리카 네이션스컵 역대 순위 : 16위 | 아프리카 네이션스컵 역대 순위 : 16위 | 아프리카 네이션스컵 역대 순위 : 16위 |                               |                               |                               |                               |                               |                               |                               |

## 주요 선수
- 마뇰레케 비시키
- 아무르 루수쿠
- 티에비 비푸마
- 카로프 바쿠아
- 주니오르 마키에세
- 크리스토페 마품비
- 페르낭 마옘보
- 뒤렐 아부누
- 샹셀 마사
- 마르뱅 보드리
- 아르디 빙귈라
- 메르빌 은도키트
- 델뱅 은딩가
- 프랭스 오니앙게